# ニコラオス・ギジス
ニコラオス・ギジス（Nikolaos Gyzis、ギリシャ語表記: Νικόλαος Γύζης、ギリシャ語発音: [ni.'ko.la.os 'ʝi.zis]; 1842年3月1日 – 1901年1月4日）は19世紀のギリシャの画家である。ミュンヘン美術院に学び、後にミュンヘン美術院の教授を務めた。

## 略歴
ティノス島のΣκλαβοχώριの大工の家の6人兄弟の1人に生まれた。家族とアテネに移り、アテネの美術学校に12歳の1854年から聴講生として学び始め、1864年まで学んだ。卒業間近かになって篤志家の好意により、ティノス島の修道会から奨学資金を得て、ミュンヘン美術院へ留学することができることになった。
1865年6月にミュンヘンに留学し、ギリシャから留学していて帰国間近のニキフォロス・リトラス（Nikiforos Lytras:1834-1904）と知り合い、ドイツの暮らしになじむことができた。ミュンヘン美術院ではアンシュッツ（Hermann Anschütz）やヴァーグナー（Alexander WagnerまたはSándor Wagner）に学び、1868年からはカール・フォン・ピロティの教室に属した。1871年に美術院を卒業し、1872年4月にアテネに帰国した。アテネの美術学校の教授となっていたリトラスと1873年に小アジアを旅したりしたが、ギリシャでの暮らしに失望し、1875年に再びミュンヘンに渡り、その後生涯、ミュンヘンに住むことになった。1876年にはリトラスとパリを旅し、1877年に結婚した。1880年にミュンヘン美術院の名誉会員になり、1888年に常任教授に任じられた。ギジスの教えた学生にはエルンスト・オップラー、オスヴァルト（Fritz Osswald）、マイ＝リヒター（Anna May-Rychter）らがいる。

## 作品

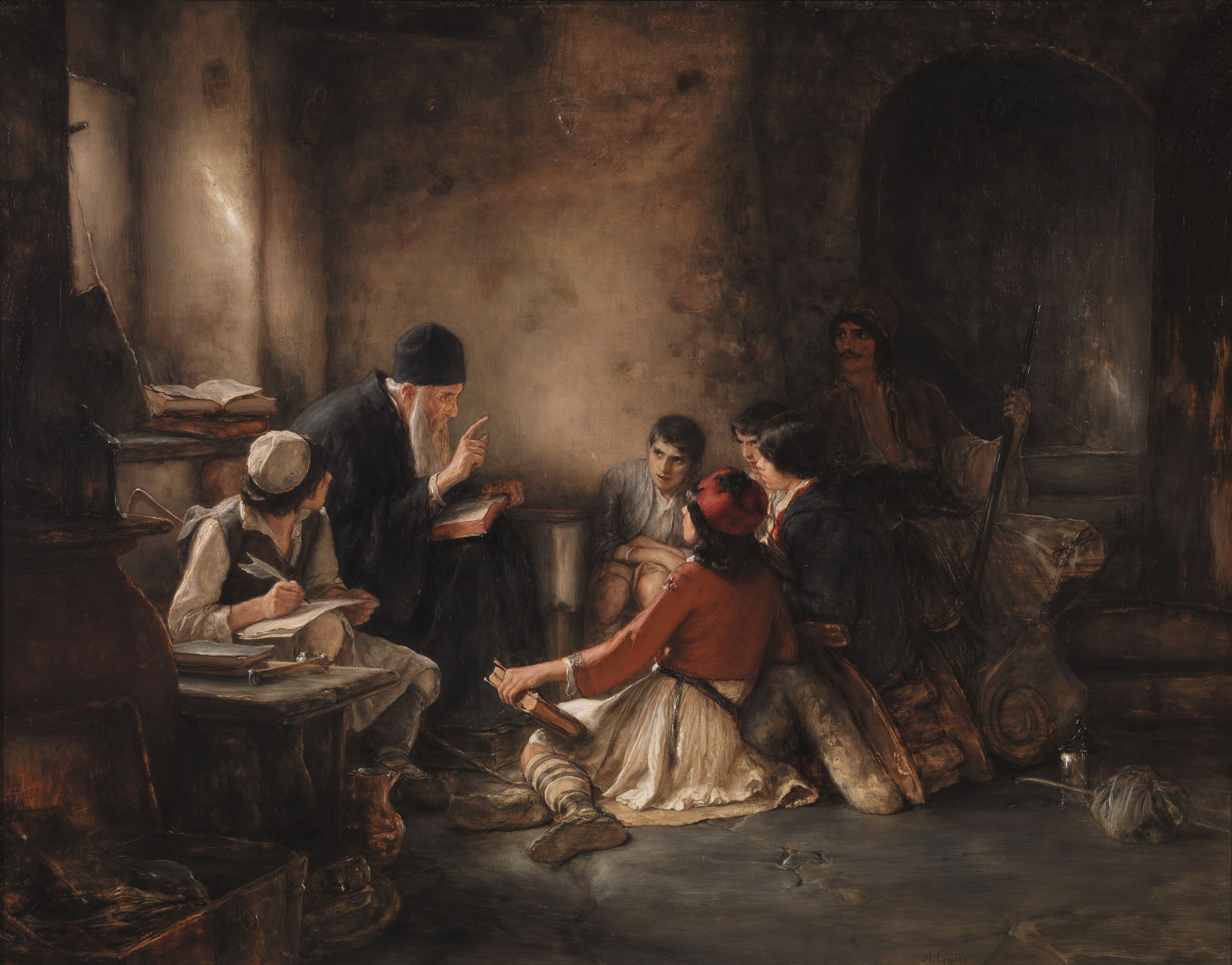
「秘密学校」1996年のギリシャ紙幣の図案となった。
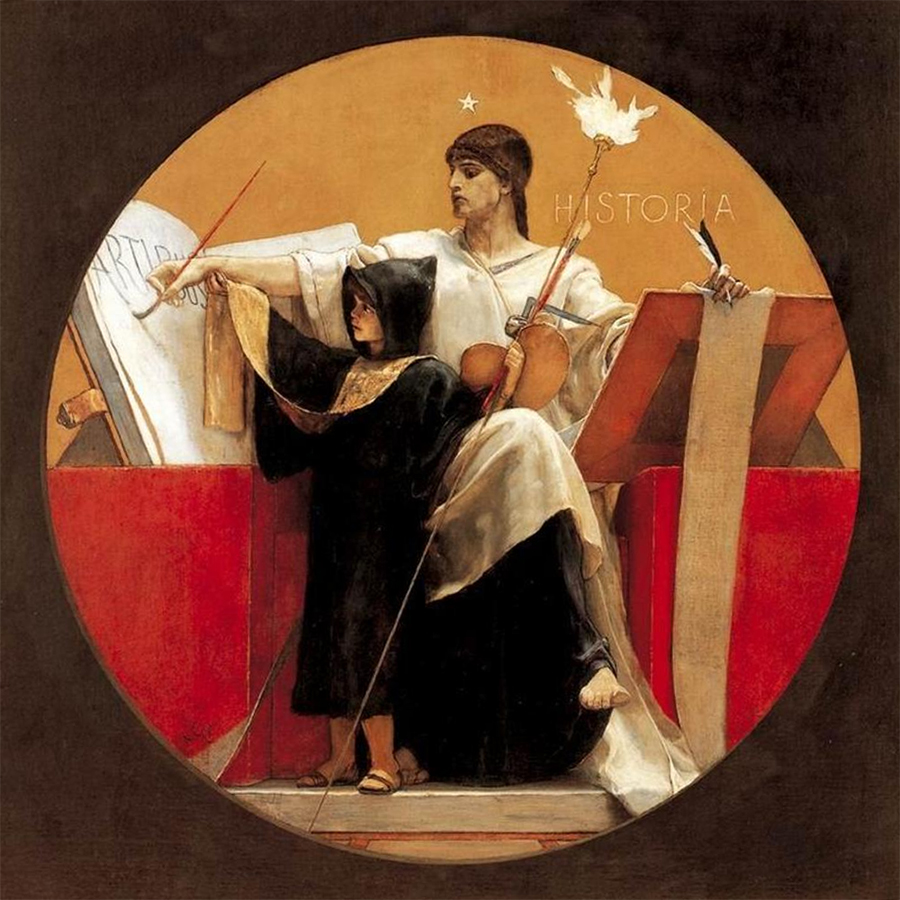
Ηistoria (1892)
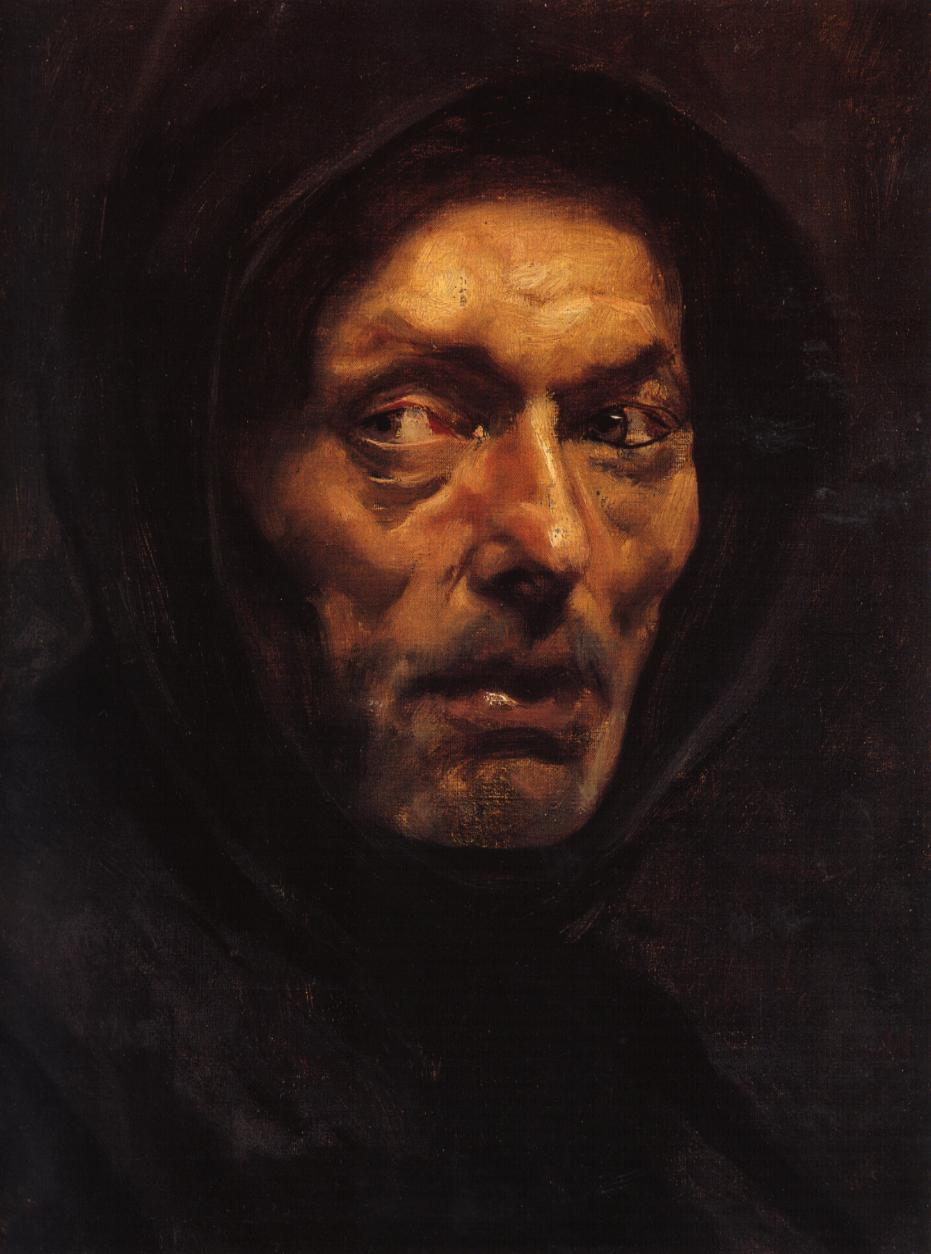
カプチン会の修道士
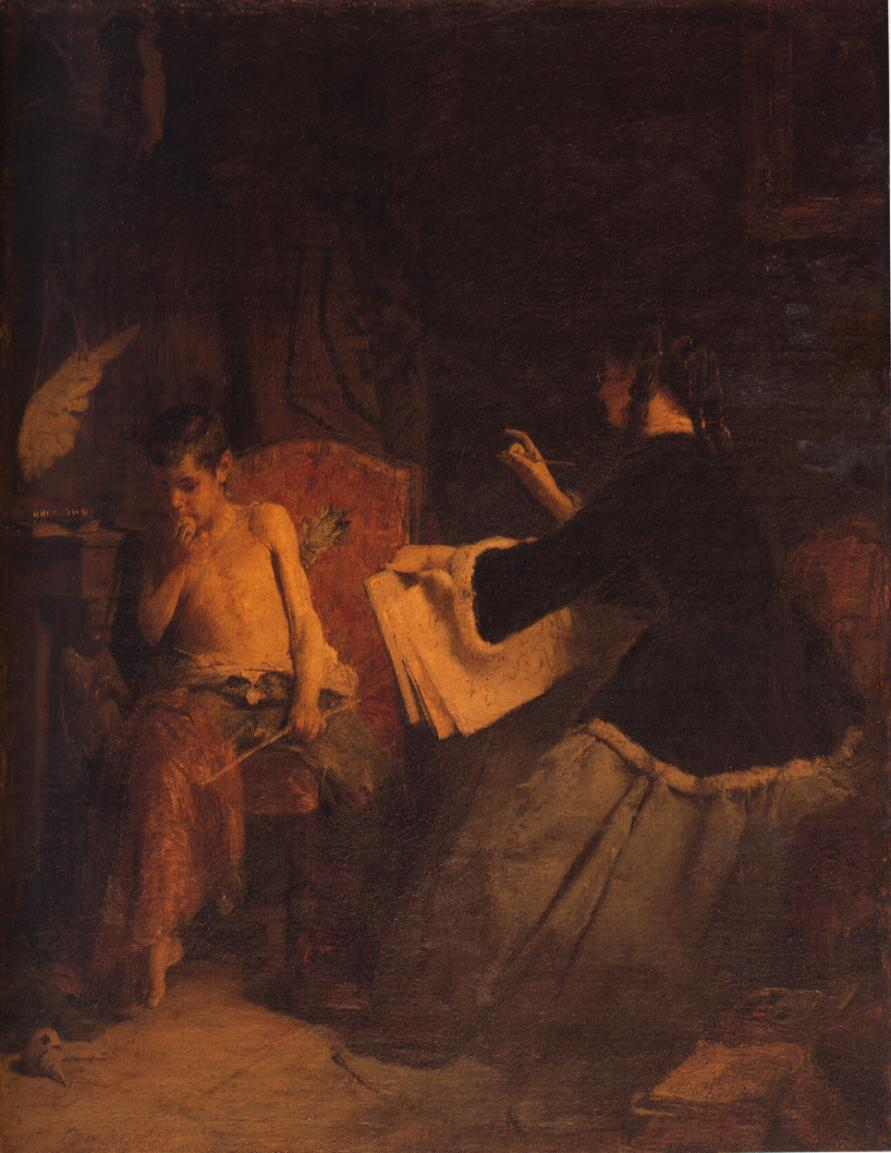
Eros and the Painter
Learning by Heart
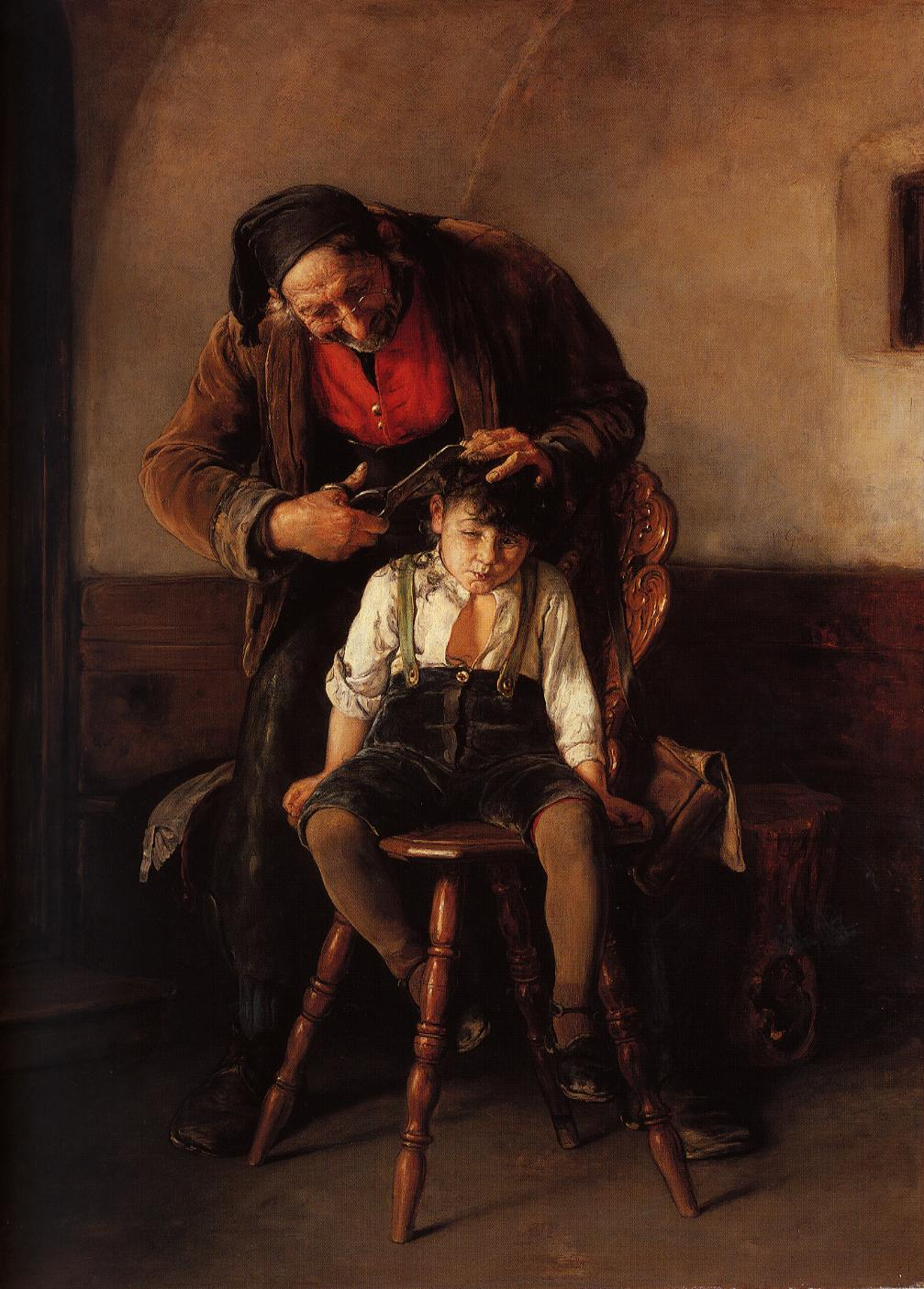
床屋' (1880)
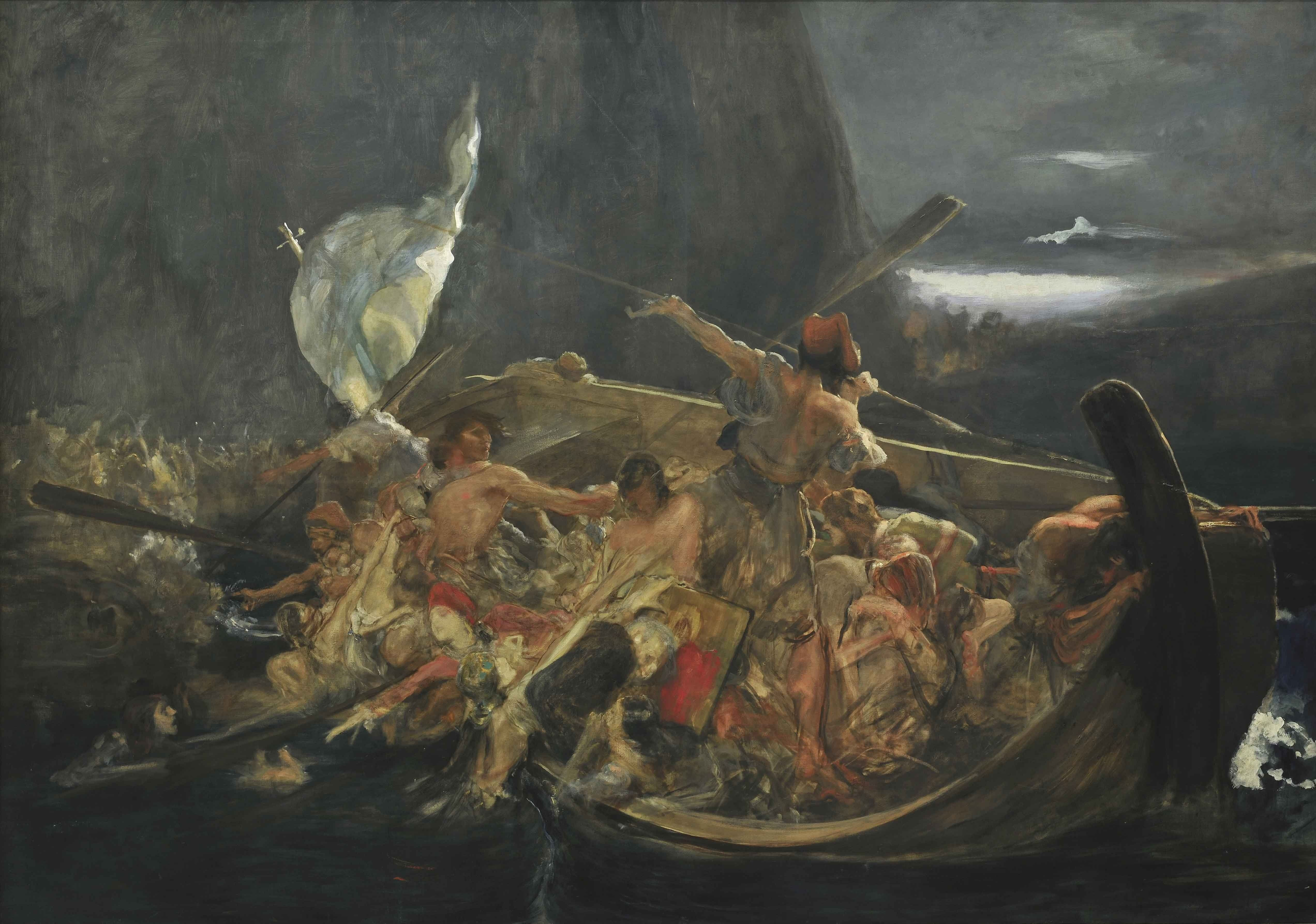
After the destruction of Psara
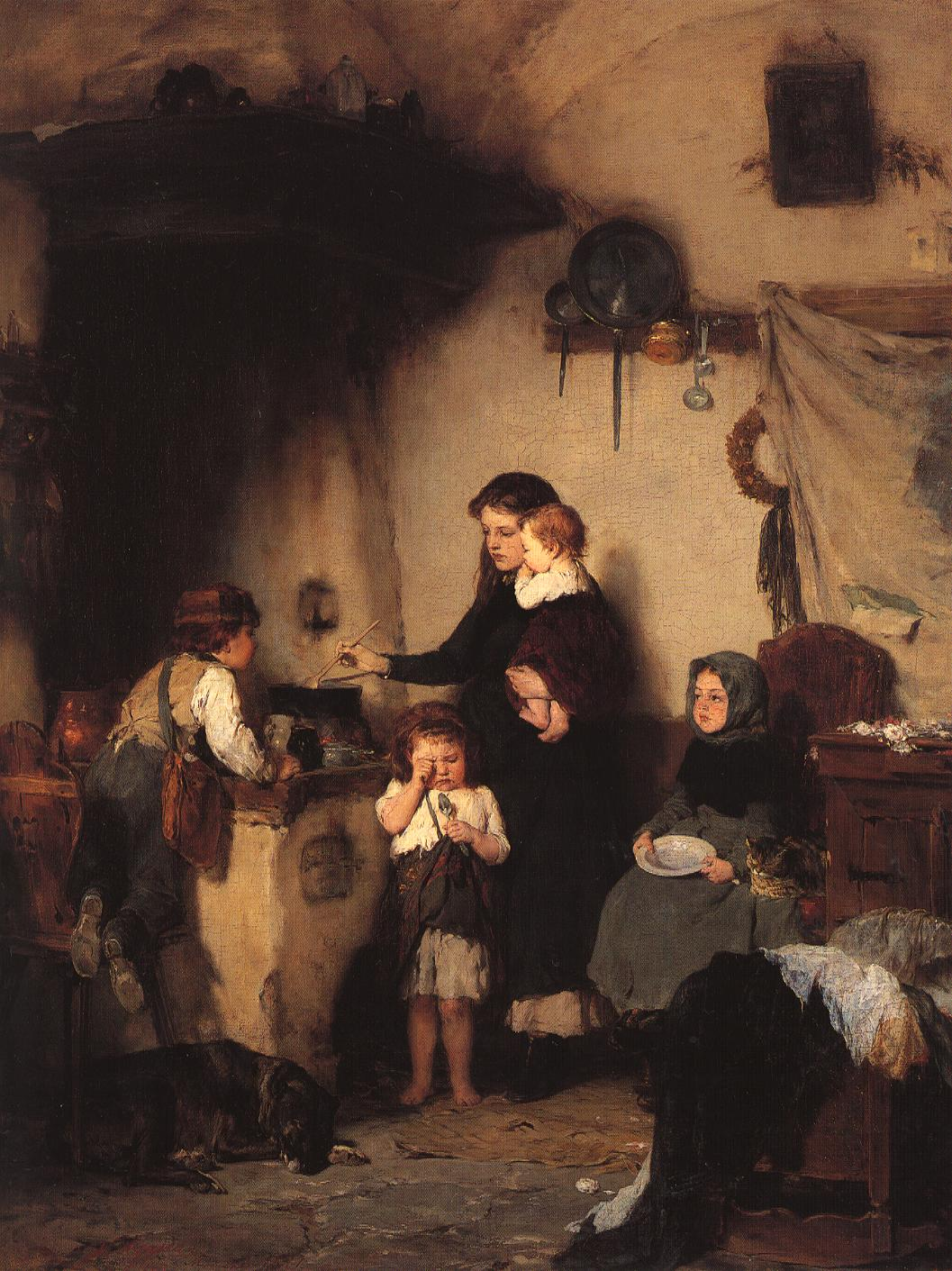
床屋
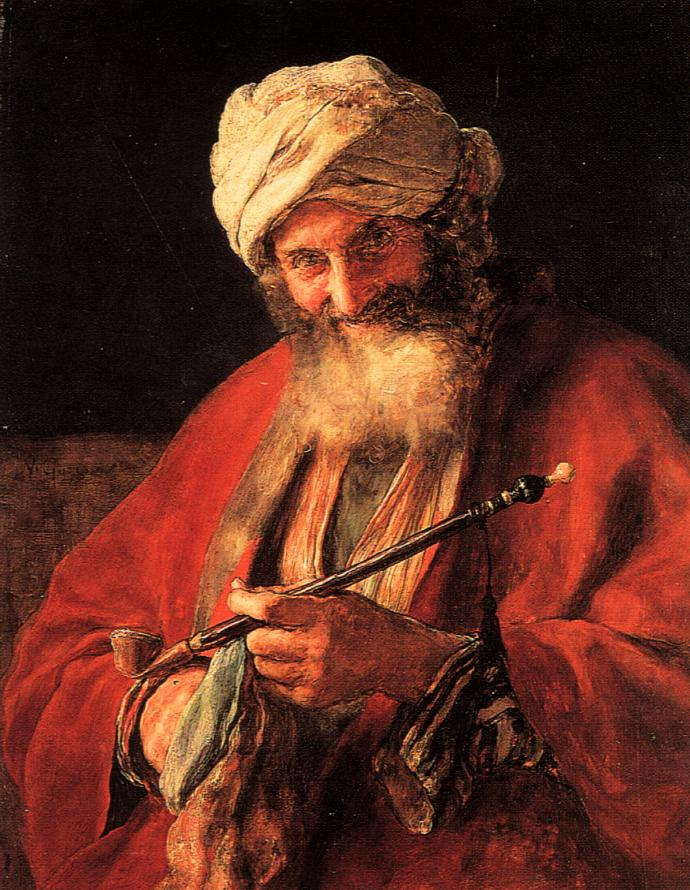
パイプを吸う中東の男
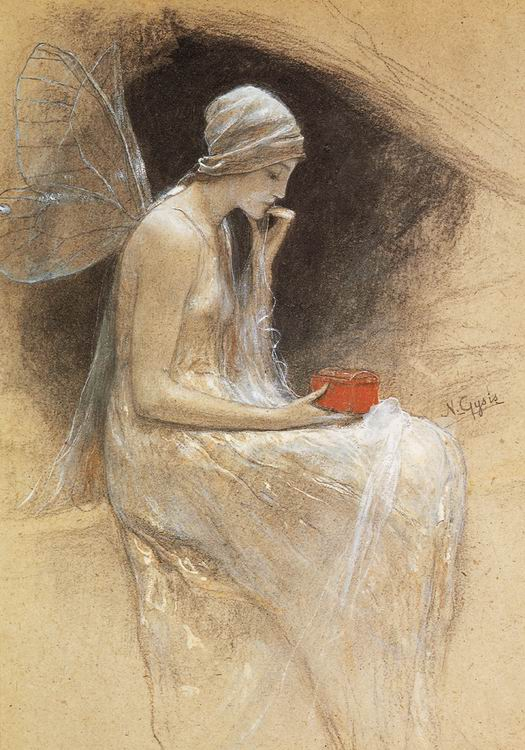
Artist's psyche
中東の戦士
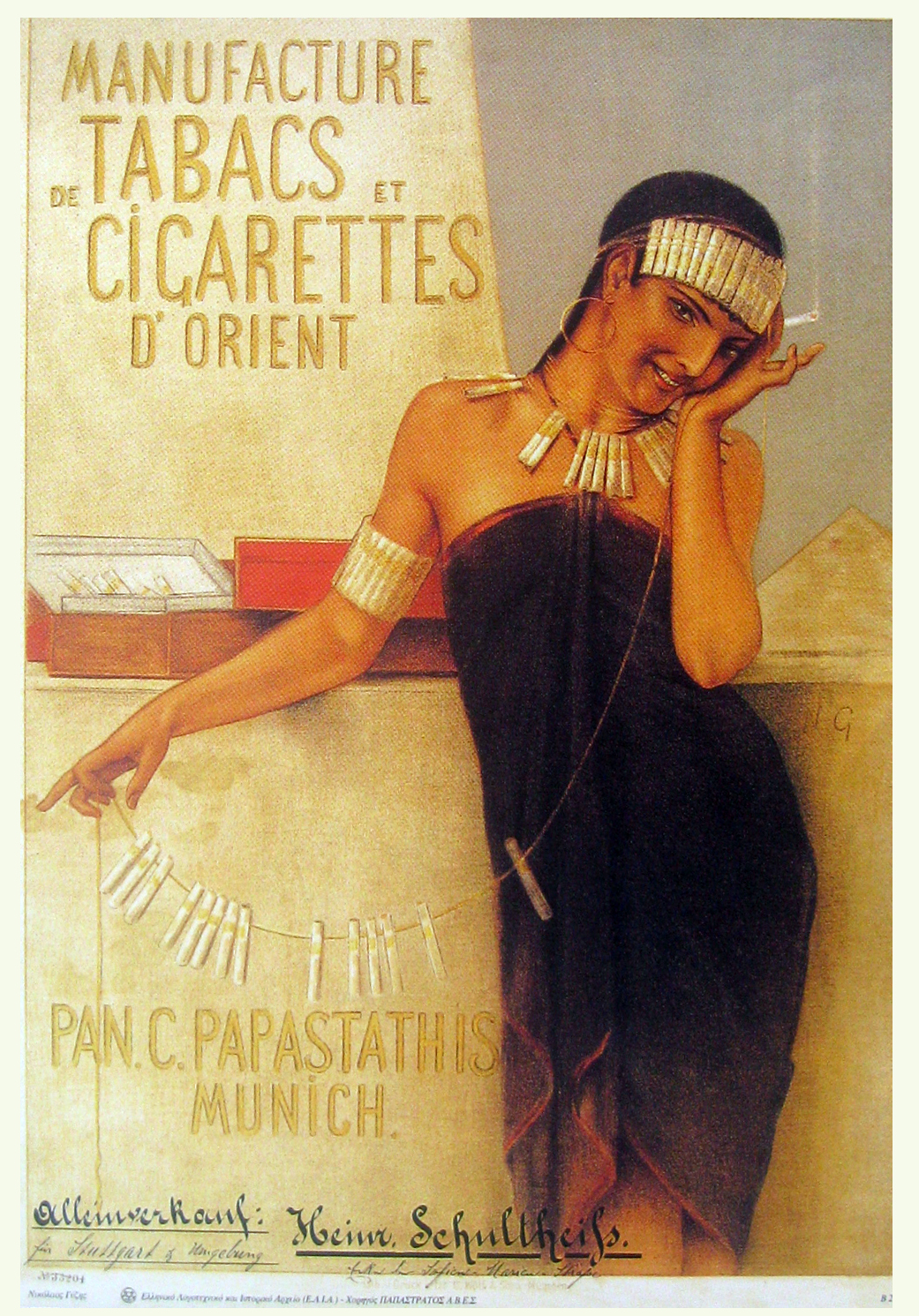
広告ポスター